# Drepanornis
Drepanornis är ett litet fågelsläkte i familjen paradisfåglar inom ordningen tättingar. Släktet omfattar endast två arter som förekommer på Nya Guinea:
- Svartnäbbad bågnäbbsparadisfågel (D. albertisi)
- Vitnäbbad bågnäbbsparadisfågel (D. bruijnii)